# Bogliarka
Bogliarka je obec na Slovensku v okrese Bardejov. Žije zde 103 obyvatel, první písemná zmínka pochází z roku 1454. Leží v jednom z údolí pohoří Čergov. Nachází se zde řeckokatolický chrám svatého Michaela archanděla z roku 1836, který je národní kulturní památkou Slovenské republiky.